# 中華民國—烏茲別克關係
中華民國與乌兹别克苏维埃社会主义共和国於1925—1949年有總領事關係，其後與現今的烏茲別克共和國無官方外交關係，目前也沒有在對方首都互設具大使館功能的代表機構。對烏茲別克的相關事務由駐安卡拉臺北經濟文化代表團、臺北莫斯科經濟文化協調委員會駐莫斯科代表處共同管轄。

## 政治

### 外交

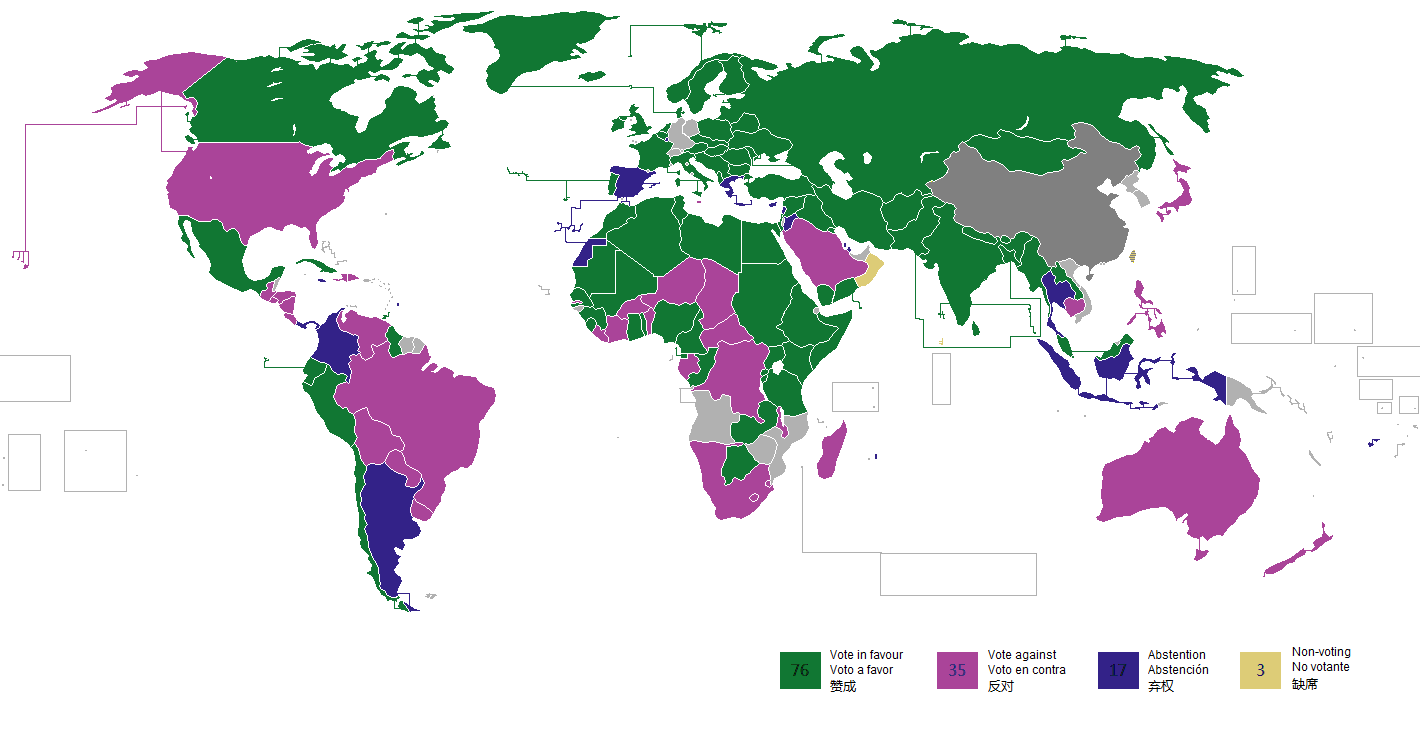
綠色國家表示在1971年的投票中反對中華民國續留聯合國，即《聯合國大會2758號決議》，烏茲別克當時是蘇聯的加盟共和國（烏茲別克蘇維埃社會主義共和國），由蘇聯作為主權國家參與投票。

1925年，中華民國新疆省在蘇聯塔什干、安集延設立领事馆。1933年，駐塔什干領事館升格為總領事館。1949年，因苏联承认中华人民共和国，中華民國撤銷駐館。

## 經濟

### 貿易
| 年分 | 貿易總額   | 貿易總額 | 貿易總額 | 出口至烏茲別克 | 出口至烏茲別克 | 出口至烏茲別克 | 自烏茲別克進口 | 自烏茲別克進口 | 自烏茲別克進口 | 順逆差 |
| 年分 | 金額       | 年增減   | 排名     | 金額           | 年增減         | 排名           | 金額           | 年增減         | 排名           | 順逆差 |
| ---- | ---------- | -------- | -------- | -------------- | -------------- | -------------- | -------------- | -------------- | -------------- | ------ |
| 2017 | 12,082,420 | ▲31.0%   | 138      | 10,231,254     | ▲30.1%         | 120            | 1,851,166      | ▲36.6%         | 147            | 順差▲  |
| 2018 | 14,042,805 | ▲16.2%   | 139      | 11,306,289     | ▲10.5%         | 120            | 2,736,516      | ▲47.8%         | 137            | 順差▲  |
| 2019 | 12,652,423 | ▼9.9%    | 139      | 11,651,352     | ▲3.1%          | 121            | 1,001,071      | ▼63.4%         | 156            | 順差▲  |
| 2020 | 9,098,954  | ▼28.1%   | 144      | 7,711,731      | ▼33.8%         | 128            | 1,387,223      | ▲38.6%         | 150            | 順差▼  |
| 2021 | 15,201,895 | ▲67.1%   | 137      | 12,822,915     | ▲66.3%         | 117            | 2,378,980      | ▲71.5%         | 138            | 順差▲  |
| 2022 | 27,344,720 | ▲79.9%   | 124      | 26,409,881     | ▲106.0%        | 104            | 934,839        | ▼60.7%         | 159            | 順差▲  |
| 2023 | 18,369,454 | ▼32.8%   | 130      | 15,944,361     | ▼39.6%         | 115            | 2,425,093      | ▲159.4%        | 139            | 順差▼  |
| 2024 | 13,697,078 | ▼25.4%   | 139      | 10,838,041     | ▼32.0%         | 120            | 2,859,037      | ▲17.9%         | 140            | 順差▼  |

2023年的兩國貿易項目如下：
出口至烏茲別克的前10大項目為：鋼鐵製螺釘、螺栓、螺帽、螺旋鈎、車用螺釘、鉚釘、橫梢、開口梢、墊圈與類似製品；液體泵、液體昇送器；乙烯之聚合物；印刷版、滾筒與其他印刷組件之印刷机以及打印机、复印机與傳真機；診斷或實驗用有底襯之試劑或配製試劑，以及檢定參照物；美容或化粧用品與保養品；自動資料處理機及其附屬單元、磁性或光學閱讀機；引擎用零件；電話機（包括智能手机），以及其他傳輸或接收聲音、圖像之有線或无线网络通訊器具；特定用途機器之零件與附件等。
自烏茲別克進口的項目為：礦物或化學鉀肥；香料、藥用或殺蟲菌植物及其種子與果實；具有獨立功能之電機與器具；去莢之乾豆類蔬菜；乙烯之聚合物；鮮或乾葡萄；特殊物品，含進口未超過5萬新臺幣之小額報單與其他零星物品；光纖或光纖傳輸纜、偏光性材料所製之片與板、光學透鏡、稜鏡、反射鏡與其他光學元件等。

### 投資
2007年2月1日，哈薩克KazDipper Ltd.總裁有意與台灣廠商合作承包烏茲別克政府銅礦標案。
2014年10月13日，經濟部國際貿易局委託中華民國對外貿易發展協會（外貿協會）執行的「前進中亞新市場－哈薩克、烏茲別克商機研討會」在台北舉辦。目的在協助台商開發中亞市場、掌握全球清真商機。
中華民國經濟部投資審議司統計，截至2023年，兩國無相互直接投資紀錄。

## 簽證

持中華民國護照的中華民國國民簽證要求分布圖：入境烏茲別克可以落地簽證。

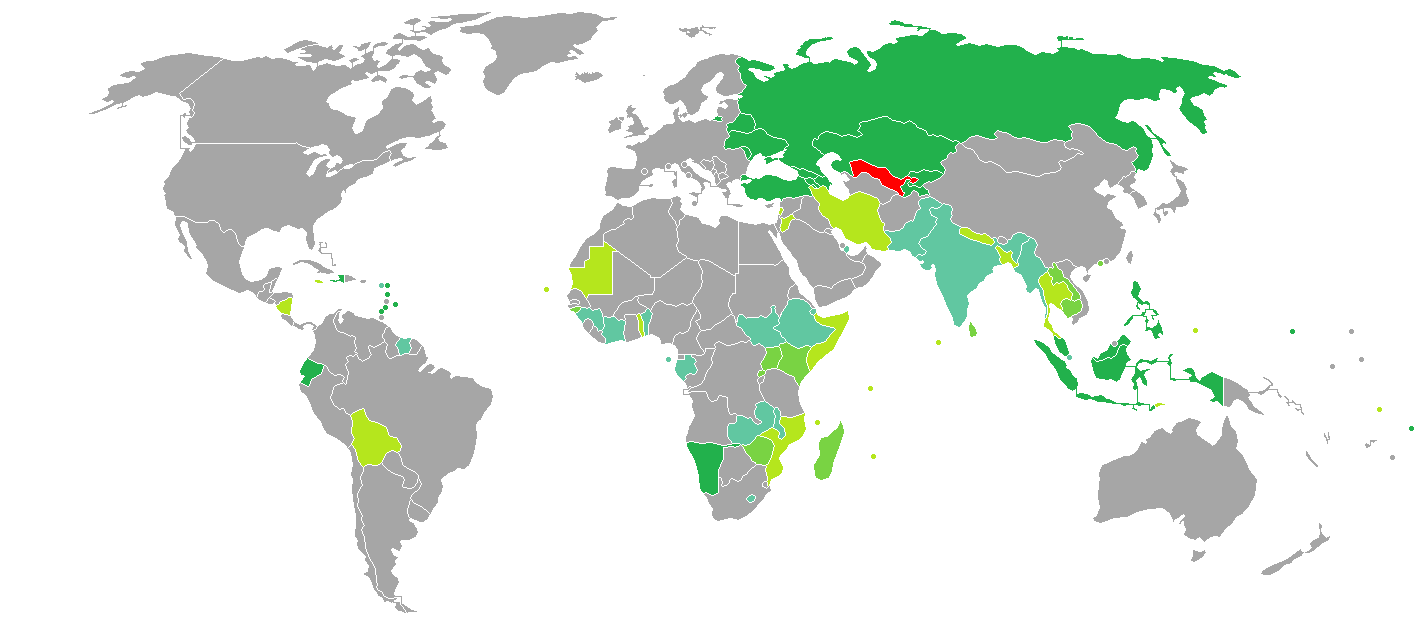
持烏茲別克護照的烏茲別克人口簽證要求分布圖：入境中華民國需要簽證。

兩國國民皆須申請簽證方可入境對方國家。持有中華民國護照與烏茲別克外交部核准的邀請函之中華民國國民可以在首都的塔什干國際機場辦理單次觀光落地簽證入境。申請一般簽證亦需邀請函，並親自前往烏茲別克駐外機構辦理。停留3日以上，須向警察機關或住宿旅館辦理登記。
持有烏茲別克護照的烏茲別克國民抵台參加由中央政府機關主辦、協辦或贊助之國際會議、運動賽事、商展或其他活動，則可以電子簽證入境中華民國，停留最多30天並不得延期。

## 交通

### 航空

#### 客運
兩國無直航班機，可經由（不計航點遠近，截至2023年6月26日）：
- 臺北松山→成都，再轉機前往烏茲別克的國際機場。
- 臺北桃園→北京-首都、成都、西安[註 1]、烏魯木齊、東京-成田、首爾-仁川、吉隆坡、曼谷、普吉（*季節性飛烏茲別克）、雅加達、德里、杜拜、伊斯坦堡、倫敦、巴黎、羅馬*、米蘭*、法蘭克福、紐約→烏茲別克。
- 台中→東京-成田、首爾-仁川→烏茲別克。
- 高雄→北京-首都、東京-成田、首爾-仁川、吉隆坡、曼谷→烏茲別克。

## 外部連結
- 中華民國外交部－烏茲別克共和國簡介 （页面存档备份，存于）
- 駐安卡拉台北經濟文化代表團
- 台北莫斯科經濟文化協調委員會駐莫斯科代表處
- 外交部領事事務局－國外旅遊警示分級表
- 中華民國衛生福利部－國際旅遊疫情建議等級
- 中華民國國際經濟合作協會 （页面存档备份，存于）